# Motorová jednotka Köln
Třívozové motorové jednotky typu Köln (SVT 137 273-278, 851-858) byly pokračováním vývoje rychlých motorových jednotek DRG. Ani prodloužení dvoudílných jednotek typu Hamburg na třívozové provedení Leipzig nestačilo poptávce. Kritizováno bylo především uspořádání do velkoprostorových oddílů a omezené poskytování jídelních služeb společností Mitropa. U nové jednotky byl požadavek na oddílové uspořádání interiéru a zařízení jídelního oddílu. Nová jednotka byla opět třídílná, avšak prodloužení vozů si vyžádalo opuštění koncepce Jakobsových podvozků.

## Konstrukce
Jednotka typu Köln měla třídílné uspořádání s dvounápravovými podvozky typu Görlitz. Krajní podvozky byly jako na předchozích typech osazeny motory Maybach GO6 o výkonu 441 kW (dvě jednotky měly zkušebně motory G 6 o výkonu 478 kW). Zadní podvozky krajních vozů byly poháněny vždy dvěma stejnosměrnými elektromotory po 180 kW při napětí 750 V. Motory bylo možno řadit sériově i paralelně. Kvůli problémům s bubnovými brzdami byla použita klasická špalíková brzda „Hikss“ (Hildebrand-Knorr), neboť vývoj kotoučové brzdy byl teprve v počátcích. Jednotky byly vybaveny zařízením kontroly bdělosti strojvedoucího Sifa a vlakovým zabezpečovačem Indusi.
Jednotky měly nižší čelní okna a byly celkově zaoblenější, včetně aerodynamických krytů na spodcích vozů. Přechody mezi vozy byly opatřeny dvojitými měchy. Interiéry byly luxusní, vykládané dřevem, s fotografiemi významných německých míst. K vytápění bylo použito teplovodní topení s naftovým kotlíkem. Jednotky byly opatřeny fialovo – krémovým nátěrem, střecha a spodek měly barvu hliníkovou, ozdobné linky byly černé. Uspořádání interiérů bylo následující:
- díl VTa zahrnoval stanoviště strojvedoucího, strojovnu, nástupní prostor, osm uzavřených oddílů 2. třídy po šesti místech a druhý nástupní prostor
- díl VMc obsahoval dva nástupní prostory a devět uzavřených oddílů
- díl VTb byl vybaven kromě stanoviště strojvedoucího a strojovny zavazadlovým oddílem, kuchyní, barem a jídelnou s třiceti místy. Za ní následoval nástupní prostor.

## Provoz
Oběh byl naplánován pro osm jednotek na ramenech Berlin-Köln (FDt 15/16), Berlin-Norimberk-Mnichov/Stuttgart (FDt 551/552 a FDt 711/712) a Dortmund-Basilej přes Frankfurt nad Mohanem a Darmstadt (FDt49/50). Mezi Berlínem a Norimberkem jezdily jednotky zdvojené. Dalších pět jednotek sloužilo jako záloha, jedna zůstala až do srpna 1939 vyhrazena pro zkoušky. Jednotky byly přiděleny do Berlína, v květnu 1939 přešly dvě jednotky do Dortmundu. Jednotky měly velmi příznivý ohlas, avšak i některé nedostatky. Vadil jim prudký déšť, kdy docházelo k poruchám, dále docházelo k únikům oleje, praskání pružin a znečišťování spodku od špalíkových brzd. 22. 8. 1939 byl provoz sítě rychlých vlaků zastaven z důvodů blížící se války. Během války sloužily jednotky potřebám vlády a Wehrmachtu. Ke konci války byla většina jednotek odstavena.

## Poválečné období
Jednotky 137 273, 278, 852 a 855 zůstaly v sovětské okupační zóně. Jednotka 137 852 přešla k ČSD a od roku 1946 zde byla v provozu pod označením M 494.001 na trase Praha – Bratislava. Jednotka 137 855 byla přesunuta do SSSR a nasazena do provozu pod označením DP-14. Jednotku 137 274 odvezli jako objekt zájmu do Spojených států. Devět jednotek připadlo po válce DB.
Jednotky 273 a 278 použily DR pro spoje Berlín Anhaltské nádraží – Hamburk. V roce 1949 vrátily ČSD jednotku 852. Od DB zakoupily DR další jednotky a všechny nasadily na mezinárodní spoje:
- Berlín – Varšava – Brest („Berolina“)
- Berlín – Praha – Vídeň („Vindobona“)
- Berlín – Praha – Budapešť („Hungaria“)
- Berlín – Rostock – Warnemünde – Kodaň („Neptun“)

V letech 1963–1965 byly jednotky modernizovány a dostaly nové motory 12 V 170 DR o výkonu 470 kW z ČKD Praha. Instalace nového sání a výfuku poněkud narušila hladké linie střechy. Uspořádání sedadel ve středním díle se změnilo na 0+4, takže jednotky nyní měly kapacitu 48 míst v první a 72 ve druhé třídě. Ze zavazadlového oddílu vzniklo zázemí jídelního personálu.
Jednotky byly ještě přečíslovány dle nového schématu dle UIC: SVT 137 273 obdržela označení 182 003 – 503 – 004, SVT 137 278 byla označena 182 005-505-006, SVT 137 853 182 007-507-008, SVT 137 856 182 009-509-010. Tou dobou už byly v dálkové dopravě nahrazeny novými jednotkami VT 18.16 a využívaly se pouze pro zvláštní jízdy. Mezi lety 1972 a 1982 byly všechny jednotky vyřazeny.
Některé vozy byly využity pro stavební vlaky. To byl případ i jednotky 182 009-509-010 odstavené v roce 1979 v Berlíně Lichtenbergu jako kanceláře pro elektrizaci železnic. Poté sloužila jako sklad a odpočinková místnost v Berlíně Schöneweide. V roce 1992 byla převzata jako muzejní depem v Lipsku a v roce 1998 převezena do Lipska. Nyní o ni pečuje spolek Förderverein Diesel-Schnelltriebwagen (SVT) e.V. a snaží se o její zprovoznění.